# عبد الملك عبد البشير
عبد الملك بن عبد البشير (مواليد 11 يناير 1968) هو حكم كرة قدم سنغافوري. أصبح حكم دولي معتمد من قبل الاتحاد الدولي لكرة القدم منذ عام 2002. سبق له أن أدار عدة مباريات في كأس آسيا 2011 وتصفيات كأس العالم 2010 و2014.
فاز في عام 2006 بجائزة أفضل حكم ساحة في الدوري السنغافوري.

## روابط خارجية
- worldreferee.com